# Cirtopodium
Cirtopodium (lat. Cyrtopodium), rod kaćunovki smješten u vlastiti podtribus Cyrtopodiinae, dio tribusa Cymbidieae. Pripada mu 49 taksonomski priznatih vrsta, trajnica raširenih po Srednjoj i Južnoj Americi, Karibima i Floridi.

## Vrste
1. Cyrtopodium aliciae L.Linden & Rolfe
2. Cyrtopodium andersonii (Lamb. ex Andrews) R.Br.
3. Cyrtopodium blanchetii Rchb.f.
4. Cyrtopodium braemii L.C.Menezes
5. Cyrtopodium brandonianum Barb.Rodr.
6. Cyrtopodium cachimboense L.C.Menezes
7. Cyrtopodium caiapoense L.C.Menezes
8. Cyrtopodium cipoense L.C.Menezes
9. Cyrtopodium confusum L.C.Menezes
10. Cyrtopodium cristatum Lindl.
11. Cyrtopodium dusenii Schltr.
12. Cyrtopodium eugenii Rchb.f. & Warm.
13. Cyrtopodium flavum (Nees) Link & Otto ex Rchb.
14. Cyrtopodium fowliei L.C.Menezes
15. Cyrtopodium gigas (Vell.) Hoehne
16. Cyrtopodium glutiniferum Raddi
17. Cyrtopodium gonzalezii L.C.Menezes
18. Cyrtopodium graniticum G.A.Romero & Carnevali
19. Cyrtopodium hatschbachii Pabst
20. Cyrtopodium holstii L.C.Menezes
21. Cyrtopodium × intermedium Brade
22. Cyrtopodium josephense Barb.Rodr.
23. Cyrtopodium kleinii J.A.N.Bat. & Bianch.
24. Cyrtopodium lamellaticallosum J.A.N.Bat. & Bianch.
25. Cyrtopodium latifolium Bianch. & J.A.N.Bat.
26. Cyrtopodium linearifolium J.A.N.Bat. & Bianch.
27. Cyrtopodium lissochiloides Hoehne & Schltr.
28. Cyrtopodium longibulbosum Dodson & G.A.Romero
29. Cyrtopodium macedoi J.A.N.Bat. & Bianch.
30. Cyrtopodium macrobulbon (Lex.) G.A.Romero & Carnevali
31. Cyrtopodium minutum L.C.Menezes
32. Cyrtopodium naiguatae Schltr.
33. Cyrtopodium pallidum Rchb.f. & Warm.
34. Cyrtopodium palmifrons Rchb.f. & Warm.
35. Cyrtopodium paludicola Hoehne
36. Cyrtopodium paniculatum (Ruiz & Pav.) Garay
37. Cyrtopodium parviflorum Lindl.
38. Cyrtopodium pflanzii Schltr.
39. Cyrtopodium poecilum Rchb.f. & Warm.
40. Cyrtopodium punctatum (L.) Lindl.
41. Cyrtopodium saintlegerianum Rchb.f.
42. Cyrtopodium schargellii G.A.Romero, Aymard & Carnevali
43. Cyrtopodium triste Rchb.f. & Warm.
44. Cyrtopodium vernum Rchb.f. & Warm.
45. Cyrtopodium vestitum G.A.Romero & Carnevali
46. Cyrtopodium virescens Rchb.f. & Warm.
47. Cyrtopodium willmorei Knowles & Westc.
48. Cyrtopodium witeckii L.C.Menezes
49. Cyrtopodium withneri L.C.Menezes